# Zentralschule

Brigadier Hans Schatzmann, Kommandant Zentralschule

Die Zentralschule ZS ist die militärische Ausbildungsstätte für angehende Subalternoffiziere, zum Teil auch für Unteroffiziere und höhere Unteroffiziere, sowie für die Hauptleute der Schweizer Armee. Sie hat ihren Sitz in Luzern. Aktueller Kommandant der Zentralschule ist Brigadier Hans Schatzmann.

## Organisation
Die Zentralschule ist Teil der Höheren Kaderausbildung der Armee (HKA) und zuständig für die militärische Führungsausbildung der angehenden Einheitskommandanten, der Truppenkörperkommandanten  sowie der Führungsgehilfen des Truppenkörperstabes bzw. in einzelnen Lehrgängen auch der Führungsgehilfen der Stufe Grosser Verband der Schweizer Armee. Zusammen mit dem Kommando MIKA bietet sie Miliz- und Berufskadern aus Armee und Wirtschaft auch Kommunikationskurse an. Das Zentrum Führungsausbildung (ZFA) ist verantwortlich für die Führungsausbildung von Kaderanwärtern der Stufen Gruppenführer, höhere Unteroffiziere, Zugführer sowie Quartiermeister. Darüber hinaus stellt die Zentralschule die zivile Anerkennung sicher.

## Kurse

### Zentraler Offizierslehrgang (Of LG)
Im Of LG werden während vier Wochen angehenden Offizieren aller Truppengattungen die Werte eines Offiziers, das Grundwissen über die Teilstreitkräfte Heer und Luftwaffe, die Befehls- und Führungstechnik sowie die Aufgaben und Pflichten eines Offiziers vermittelt.

### Führungslehrgang I (FLG I)
Im FLG I werden angehenden Kompaniekommandanten in den Bereichen Führung, Taktik, Gefechtstechnik und Ausbildung gelehrt, zudem werden die allgemeinen Grundkenntnisse über die Armee, die Sicherheitspolitik und die Militärgeschichte vertieft. Dieser Lehrgang dauert vier Wochen.
Der FLG I wird des Weiteren von Berufsunteroffizieren (angehenden Stabsadjutanten) als Teil der beruflichen Weiterausbildung absolviert.

### Führungslehrgang II (FLG II)
Angehende Bataillonskommandanten, deren Stellvertreter und der Chef Einsatz (S3) sowie zukünftige Generalstabsoffiziere werden im FLG II auf das waffengattungsübergreifende Wissen und Können geschult. Der Kurs wird in zwei Teilen à 4 resp. 2 Wochen absolviert.

### Stabslehrgang I (SLG I)
Angehende Bataillonsstabmitglieder werden im SLG I auf das waffengattungsübergreifende Wissen und Können geschult. Der Kurs wird in zwei Teilen absolviert. Der erste Teil dauert 2 Wochen. Der zweite Teil, ebenfalls 2 Wochen, wird zusammen mit dem FLG II durchgeführt. In diesem werden ganze Stäbe ausgebildet.